# Rəsul Səlimov
Rəsul Səlimov, también escrito como Rasul Salimov (26 de diciembre de 1981), es un deportista azerbaiyano que compitió en judo. Ganó una medalla de bronce en el Campeonato Mundial de Judo de 2001 y tres medallas en el Campeonato Europeo de Judo entre los años 1999 y 2001.

## Palmarés internacional
| Campeonato Mundial | Campeonato Mundial      | Campeonato Mundial | Campeonato Mundial |
| Año                | Lugar                   | Medalla            | Categoría          |
| ------------------ | ----------------------- | ------------------ | ------------------ |
| 2001               | Múnich (Alemania)       | Medalla de bronce  | –90 kg             |
| Campeonato Europeo |                         |                    |                    |
| Año                | Lugar                   | Medalla            | Categoría          |
| 1999               | Bratislava (Eslovaquia) | Medalla de bronce  | –90 kg             |
| 2000               | Breslavia (Polonia)     | Medalla de bronce  | –90 kg             |
| 2001               | París (Francia)         | Medalla de plata   | –90 kg             |